# Fryderyk Franciszek I
Fryderyk Franciszek I (ur. 10 grudnia 1756 w Schwerinie, zm. 1 lutego 1837 w Ludwigslust) – rządził Meklemburgią, początkowo jako książę (1785–1815), a następnie jako wielki książę (1815–1837).

## Życie
Fryderyk Franciszek I był synem księcia Ludwika i księżniczki Karoliny Zofii z Saksonii-Coburg-Saalfeld (1731–1810). Urodził się 10 grudnia 1756 roku, a ożenił 31 maja 1775 roku z księżniczką Luizą z Saksonii-Gothy (1756–1808), córką księcia Jana Augusta z Saksonii-Gothy. Ślub odbył się w pałacu Friedenstein w Gocie.  Nowym monarchą księstwa Meklemburgii został po bezdzietnej śmierci swego wuja Fryderyka 17 czerwca 1785 roku.
W czasie wojen napoleońskich kraj Fryderyka Franciszka ogłosił neutralność, ale po bitwie pod Jeną i Auerstedt wojska francuskie zajęły Meklemburgię. Książę wraz z rodziną udał się na wygnanie do Danii. W lipcu 1807 roku rosyjski car Aleksander I wyjednał u Napoleona przywrócenie władzy Fryderykowi Franciszkowi. Warunkiem było przystąpienie Meklemburgii do Związku Reńskiego i wejście w orbitę zależności od Cesarstwa Francuskiego. Po nieudanej kampanii rosyjskiej Fryderyk Franciszek w marcu 1813 wystąpił ze Związku Reńskiego i opowiedział się po stronie koalicji antyfrancuskiej, ale musiał ponownie wyjechać z kraju. W trzydziestą rocznicę objęcia władzy, 17 czerwca 1815 roku, został podniesiony do godności wielkiego księcia.

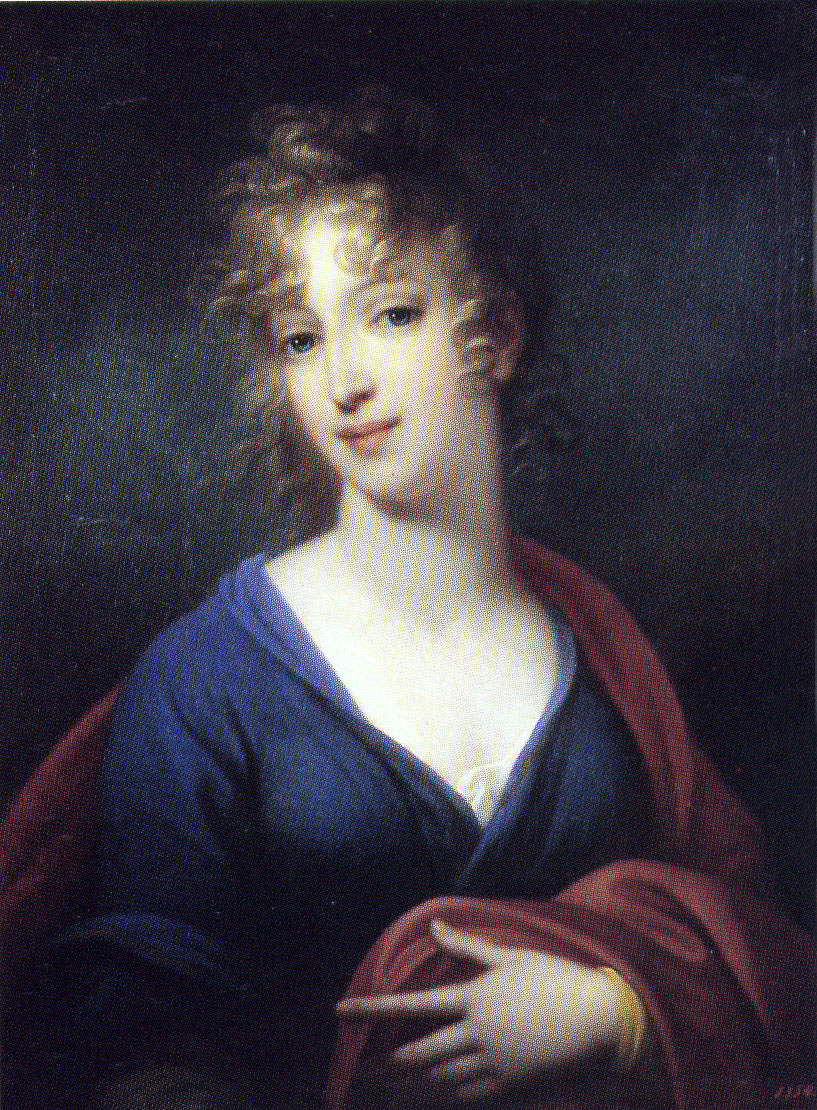
Księżna Helena Pawłowna

## Rodzina
Fryderyk Franciszek I i księżniczka Luiza z Saksonii-Gothy mieli ośmioro dzieci, z czego dwoje zmarło w dzieciństwie:
- Fryderyk Ludwik (ur. 13 czerwca 1778, zm. 29 listopada 1819)

∞ 1799 wielka księżna Helena Pawłowna Romanowa (1784–1803)
∞ 1810 księżniczka Karolina Luiza z Saksonii-Weimaru-Eisenach (1786–1816)
∞ 1818 księżniczka Augusta z Hesji-Homburga (1776–1871),
- Luiza Karolina (ur. 19 listopada 1779, zm. 4 stycznia 1801)

∞ 1797 książę August z Saksonii-Gothy-Altenburga (1772–1822),
- Gustaw Wilhelm (ur. 31 stycznia 1781, zm. 10 stycznia 1851),
- Karol August (ur. 2 czerwca 1782, zm. 22 maja 1833),
- Karolina Fryderyka (ur. 4 grudnia 1784, zm. 13 czerwca 1840)

∞ 1806 król Chrystian VIII (1786–1848)
- Adolf Fryderyk (ur. 18 grudnia 1785, zm. 8 maja 1821)